# St. Gertrud (Augsburg)

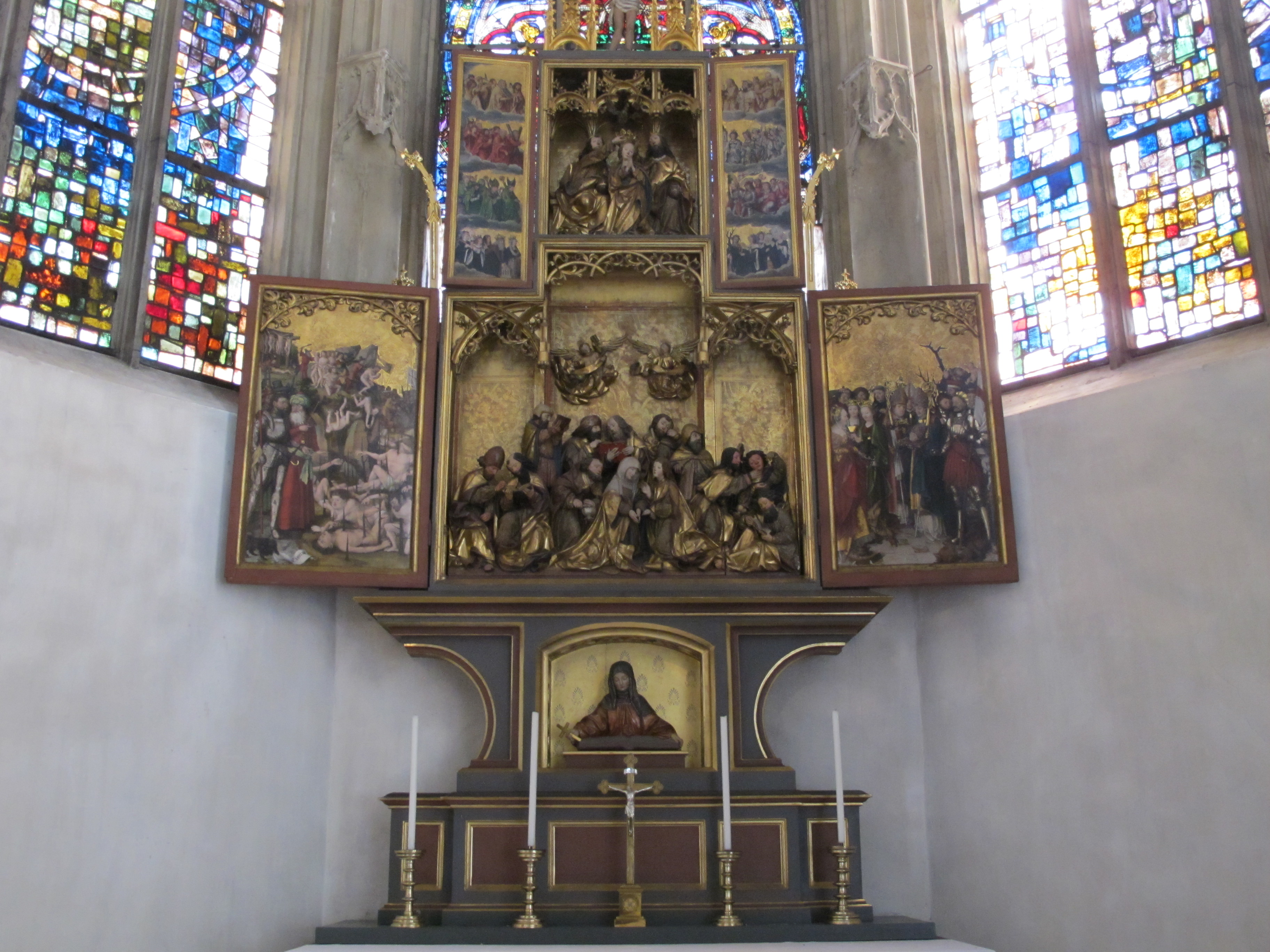
Flügelaltar von ca. 1510 mit der neugotischen Büste der hl. Gertrud, in der Mittelkapelle bzw. Gertrudskapelle des Augsburger Doms

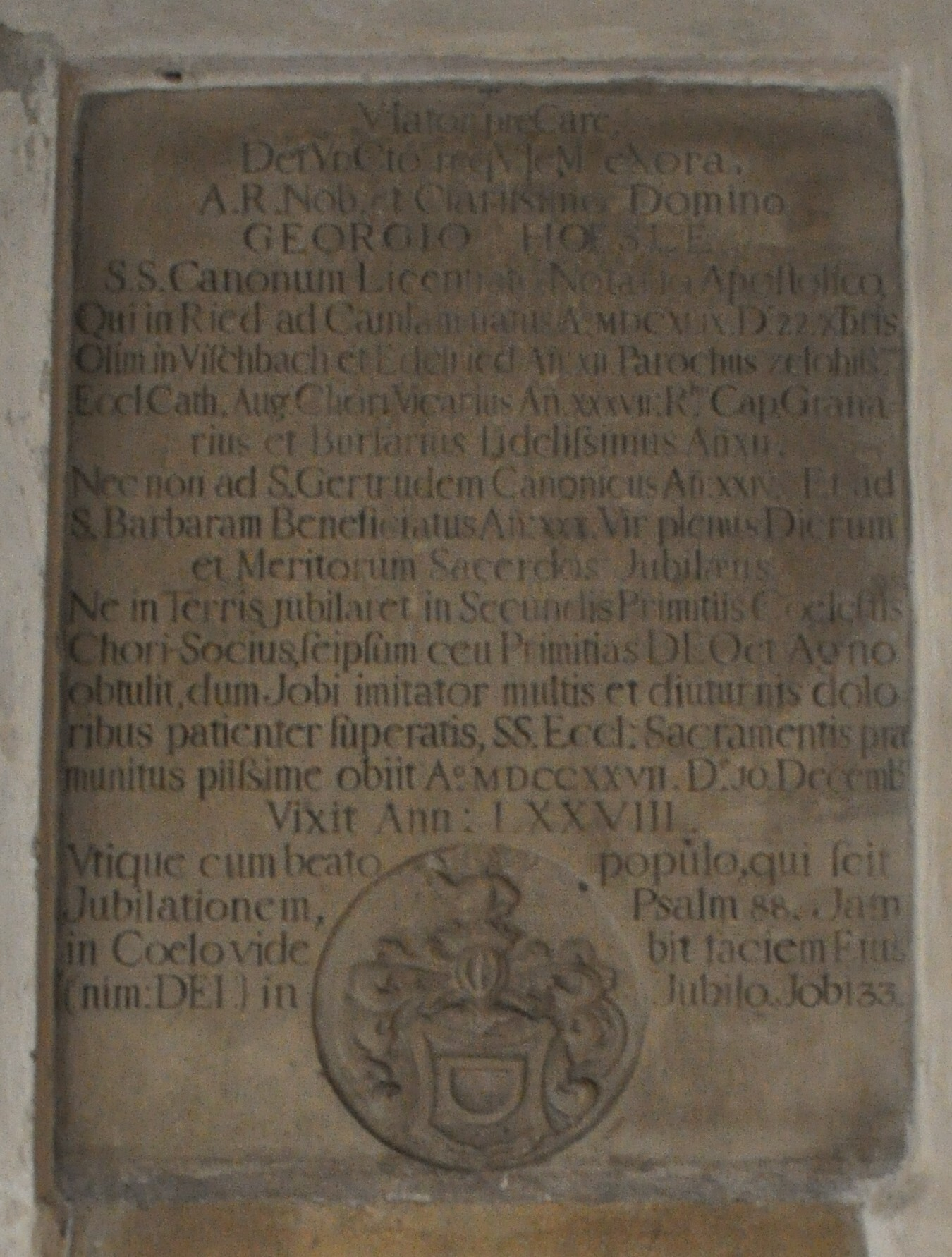
Epitaph des Kanonikers von St. Gertrud Georg Hösle im Kreuzgang des Augsburger Doms

St. Gertrud war eine kleine Stiftskirche in Augsburg auf dem Areal des Ostchors des heutigen Augsburger Doms, die Mitte des 14. Jahrhunderts abgetragen wurde. Das gleichnamige Kollegiatstift bestand bis zur Säkularisation.

## Geschichte
Der Augsburger Bischof Embriko Graf von Leiningen († 1077) stiftete 1071 östlich des Doms ein kleines Kollegiatstift mit Kapelle als Oratorium und stattete es mit reichlich Grundbesitz aus. Das Patrozinium zu Ehren der hl. Gertrud von Nivelles weist auf eine ältere Kapelle außerhalb der Stadtmauern hin, die aufgegeben wurde. Das Stift, das dem Domkapitel unterstand, zählte anfangs drei und später fünf Kanonikerstellen. St. Gertrud besaß kein Stiftsgebäude. Da es eng an den Dom gebunden war, blieb es unbedeutend. Die Einkünfte wurden in Personalunion von Angehörigen des Domkapitels verwaltet.
Da die Kirche der Erweiterung des romanischen Doms im Wege stand, wurde sie Mitte des 14. Jahrhunderts abgetragen. An ihrer Stelle errichtete man 1356 den Ostchor des heutigen Doms. Als Ersatz erhielten die Chorherren im neuen 1431 fertiggestellten Hochchor die Gertrudkapelle, heute auch als Mittelkapelle bekannt. Das ehemalige Altarblatt, das die Kommunion der Hl. Gertrud zeigt, befindet sich seit 1859/63 in der Kirche St. Bartholomäus in Diedorf. Im Zuge der Säkularisation wurde das Stift 1802 aufgehoben.

## Liegenschaften
Die Güter bestanden zeitweise aus Besitzungen in Konradshofen, Waltenhausen, Lauben, Mühlhausen, Bobingen, Inningen, Wald, Münsterhausen, Westendorf, Ringingen, sowie Weingütern und weitere Gütern in Bozen, Osten, Ober- und Untermiemingen, Absam, Müllen, Garmisch. Bis zur Aufhebung beschränkte sich der Besitz im Landkreis Augsburg auf einzelne Güter, wie ein Hof in Neusäß, sowie ein Gut in Kutzenhausen.

## Persönlichkeiten
- Ludwig von Helfenstein († 1285), Dompropst, Propst bei St. Gertrud
- Matthäus von Pappenheim (1458–1541), Kanoniker, Domherr, seit 1492 Probst bei St. Getrud
- Gregor Aichinger (1564–1628), Domkapellmeister, Domchorvikar, Kanoniker bei St. Gertrud
- Zacharias von Furtenbach († 1633), Domdekan, Generalvikar, seit 1600 Probst bei St. Getrud
- Georg Hösle (1649–1727), Pfarrer in Ettelried, Chorvikar, seit 1703 Kanoniker bei St. Gertrud
- Thomas Joseph von Haiden (1739–1813), fürstbischöflich Geheimer Rat, Kanoniker bei St. Gertrud[9]